# Laura Ceccaldi
Laura Ceccaldi est une handballeuse française, née le 18 juillet 1990. Elle évolue au poste d'arrière gauche au club du Handball Cercle Nîmes.
Elle rejoint Nîmes pour la saison 2014-2015,.

## Palmarès
- finaliste de la Coupe de France en 2015